# Reticolo cubico a facce centrate

Rappresentazione della cella CFC

Il reticolo cubico a facce centrate (o reticolo CFC) è uno dei 14 reticoli di Bravais, appartenente al sistema cubico.
Il sistema presenta 4 atomi per cella e numero di coordinazione pari a 12, risulta quindi un fattore d'impacchettamento atomico (FCA) uguale a 0.74, molto compatto. Nel rimanente spazio vuoto (26%) potranno formarsi difetti interstiziali: 8 di tipo tetraedrico e una di tipo ottaedrico appartenenti alla singola cella, non ci sono lacune tetraedriche in condivisione con altre celle invece per le ottaedriche ne sono presenti 12.
Il reticolo cubico a facce centrate è la struttura presente nel ferro-γ (austenite). Una delle peculiarità di tale struttura è la presenza di piani di massima densità che giustificano alcune caratteristiche dei materiali che la adottano.
Altri metalli che presentano struttura CFC sono alluminio, argento, nichel, oro, piombo, platino e rame.